# Lyndon (Vermont)
Lyndon és una població dels Estats Units a l'estat de Vermont. Segons el cens del 2000 tenia 5.448 habitants.

## Demografia
Segons el cens del 2000, Lyndon tenia 5.448 habitants, 2.031 habitatges, i 1.326 famílies. La densitat de població era de 52,9 habitants per km².
Per edats la població es repartia de la següent manera: un 23,1% tenia menys de 18 anys, un 17% entre 18 i 24, un 24% entre 25 i 44, un 22,2% de 45 a 60 i un 13,7% 65 anys o més.
L'edat mediana era de 35 anys. Per cada 100 dones de 18 o més anys hi havia 96,1 homes.
La renda mediana per habitatge era de 32.946 $ i la renda mediana per família de 42.633 $. Els homes tenien una renda mediana de 30.525 $ mentre que les dones 23.237 $. La renda per capita de la població era de 16.245 $. Entorn del 7,3% de les famílies i el 12,1% de la població estaven per davall del llindar de pobresa.